# Qaarsut
Qaarsut (oude spelling: Qaersut) is een dorp in de gemeente Avannaata in het westen van Groenland. Het ligt op het schiereiland Nuussuq en heeft 196 inwoners in 2010. De eerste mijn van Groenland heeft tussen 1778 tot 1924 in Qaarsut gestaan.
Het dorp heeft een Vliegveld.

## Bevolking
De bevolking van Qaarsut is de paar laatste jaar stabiel gebleven, wel waren er meer inwoners voor 2003.

## Galerij

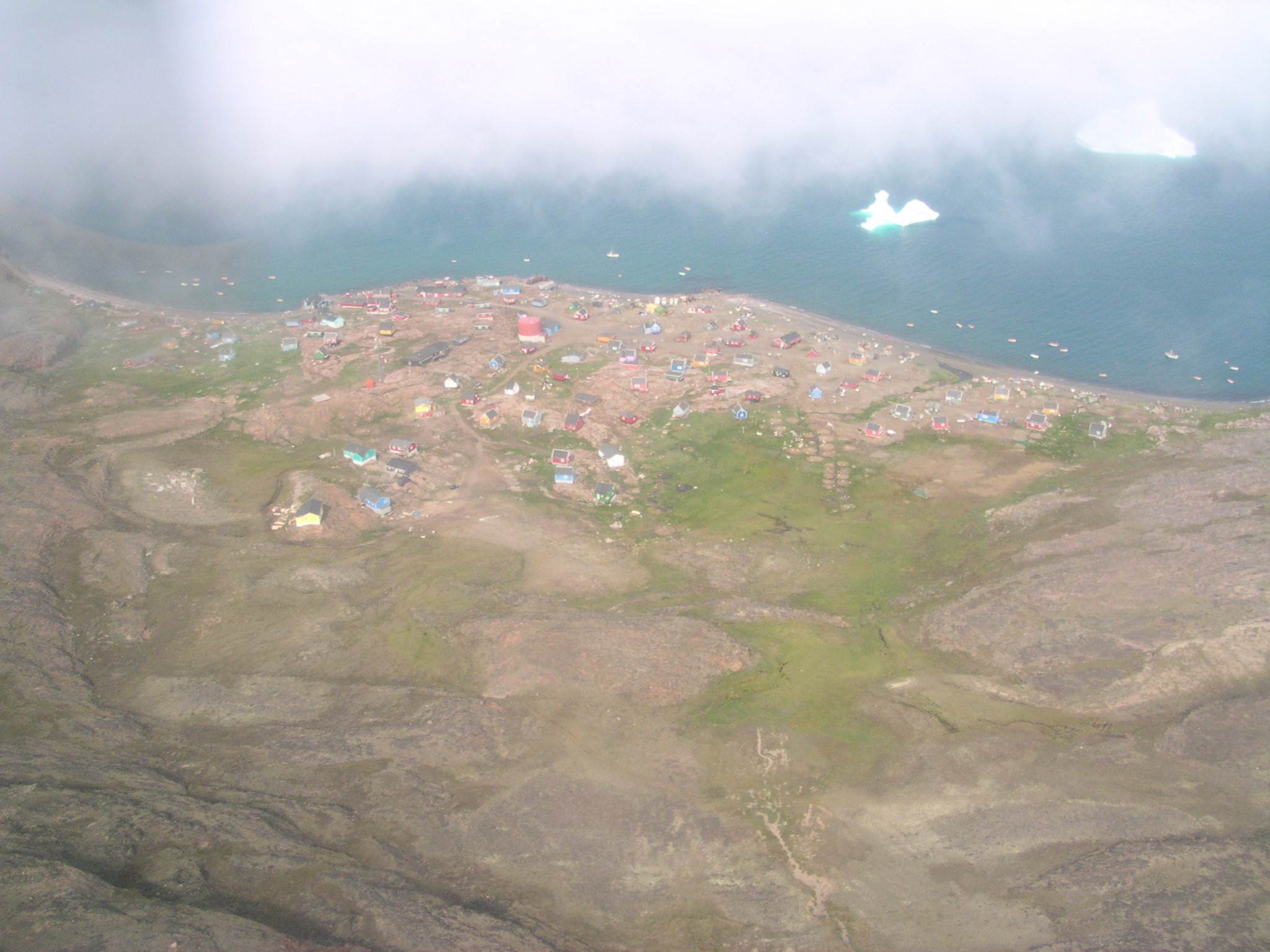
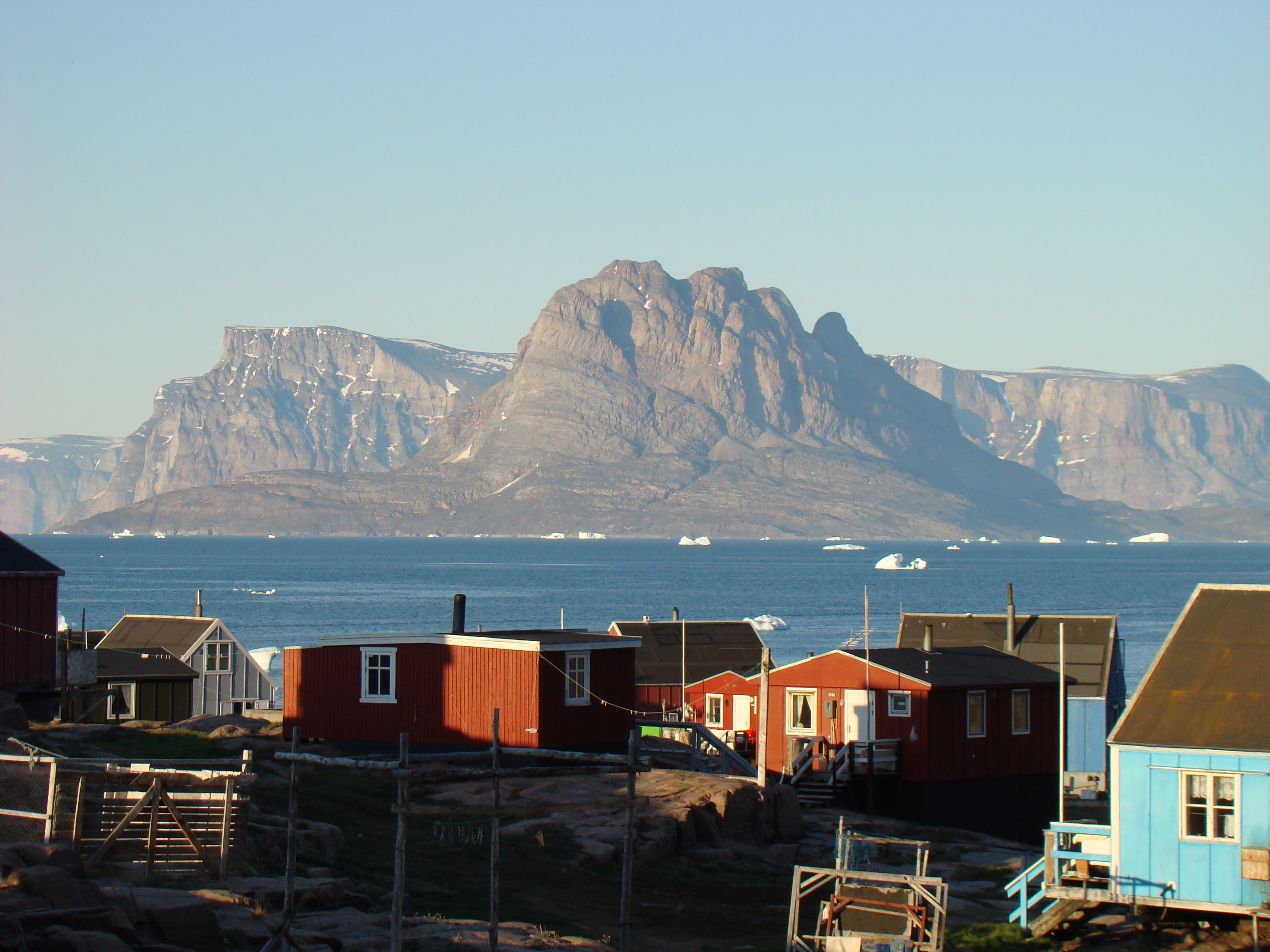
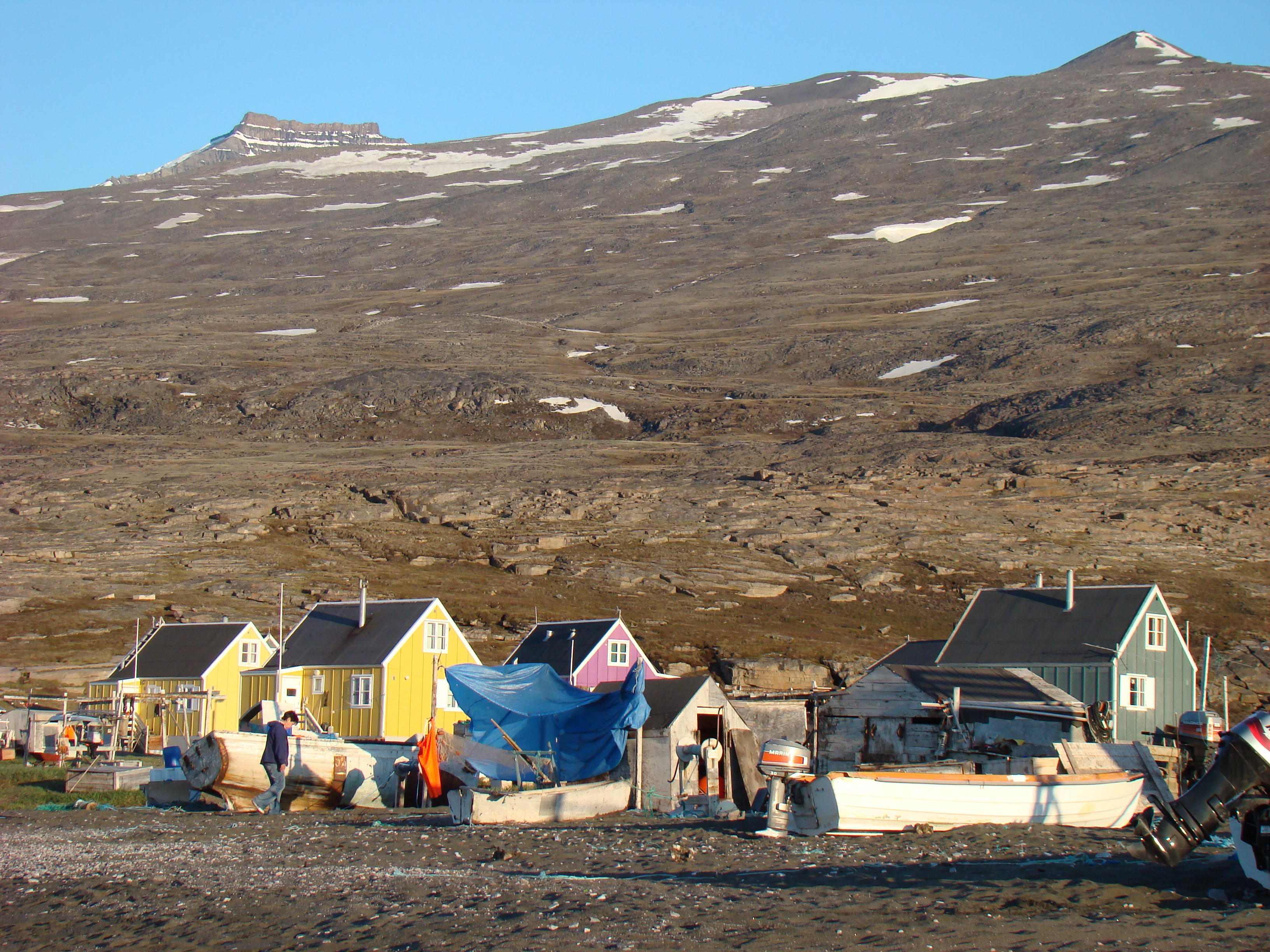
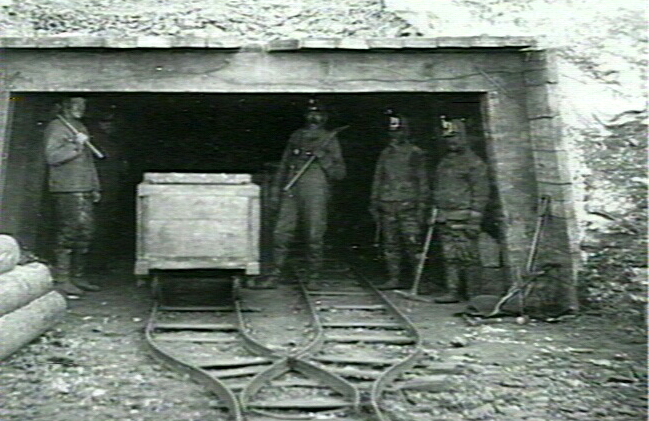
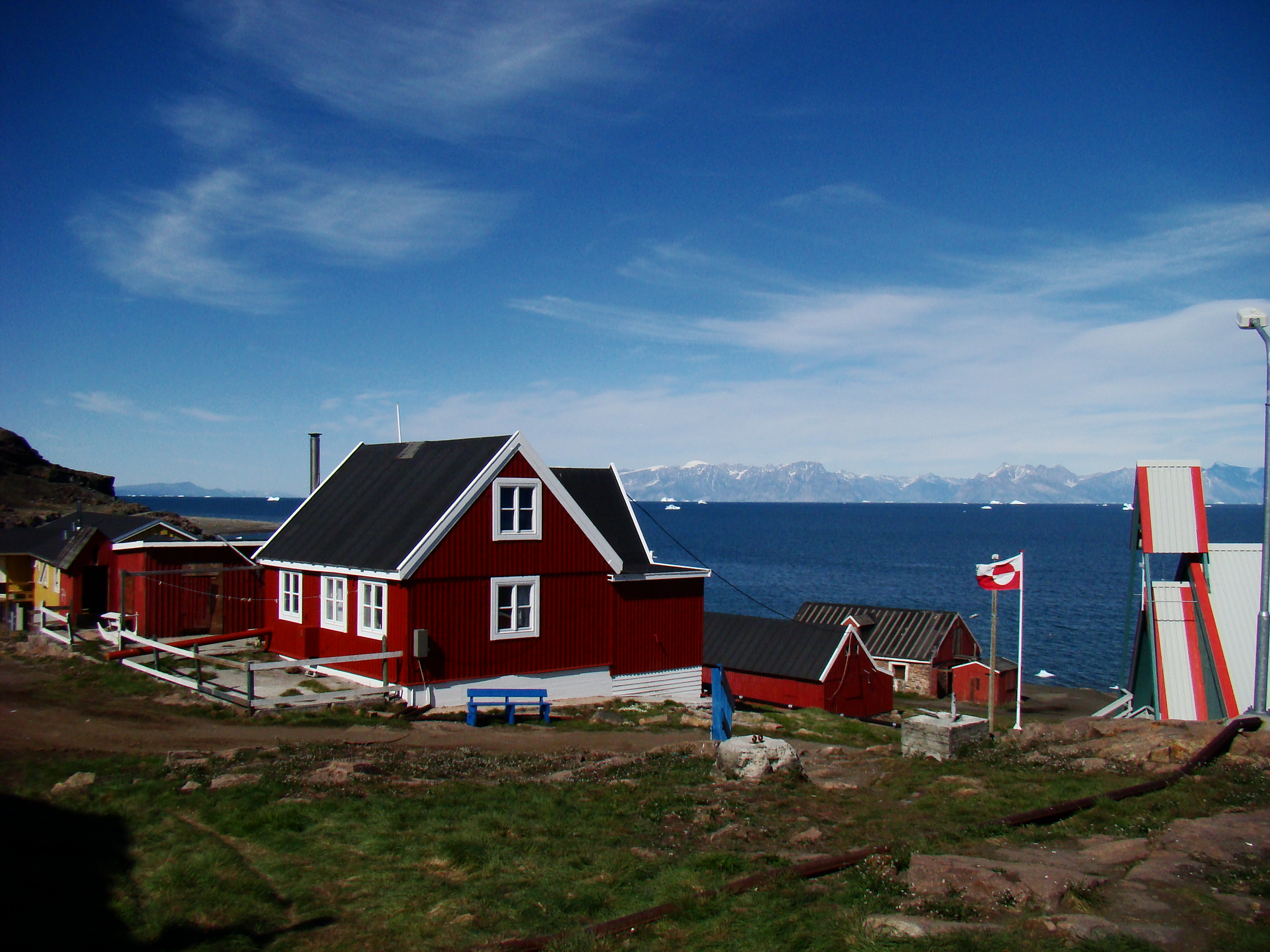
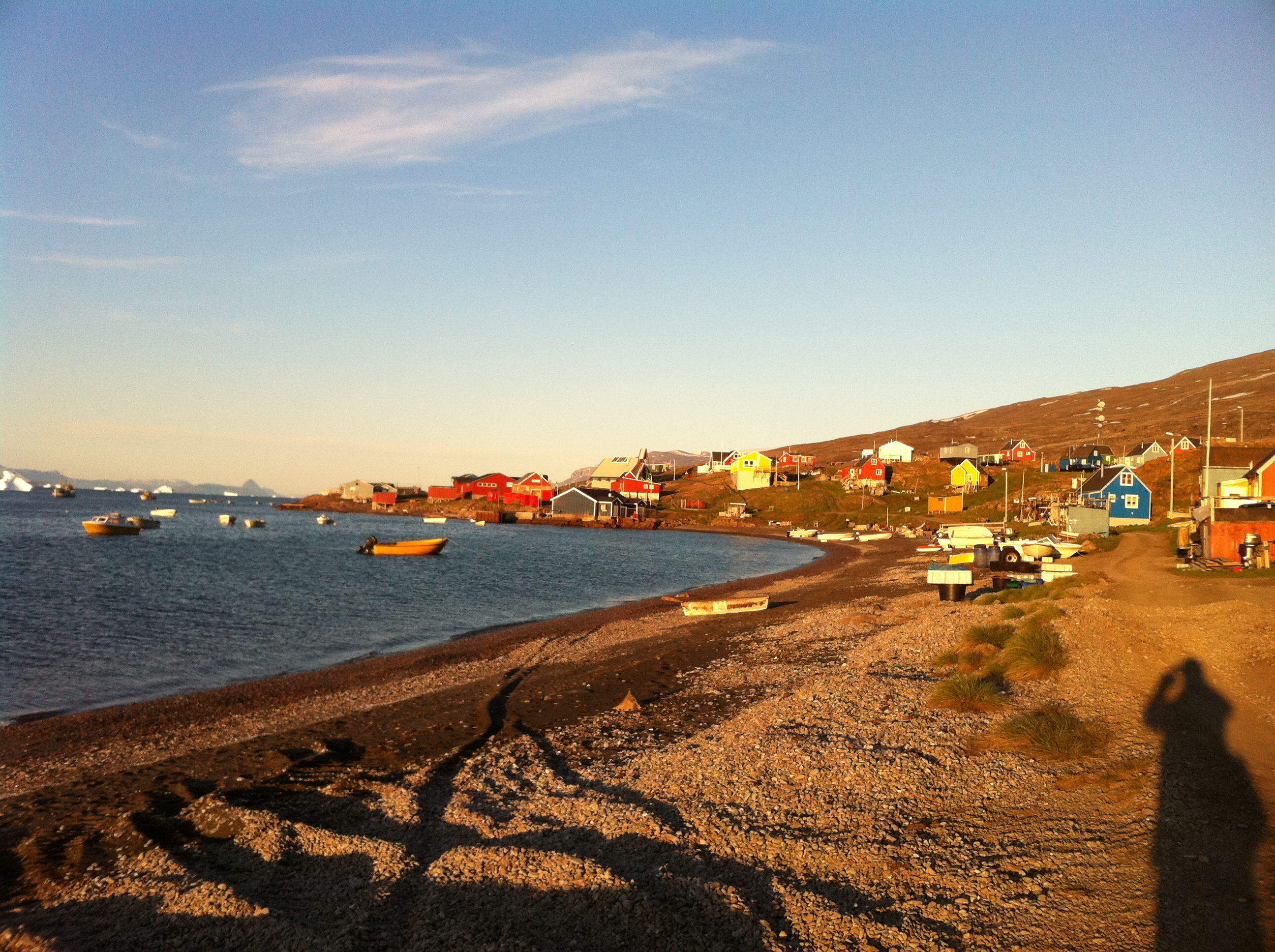
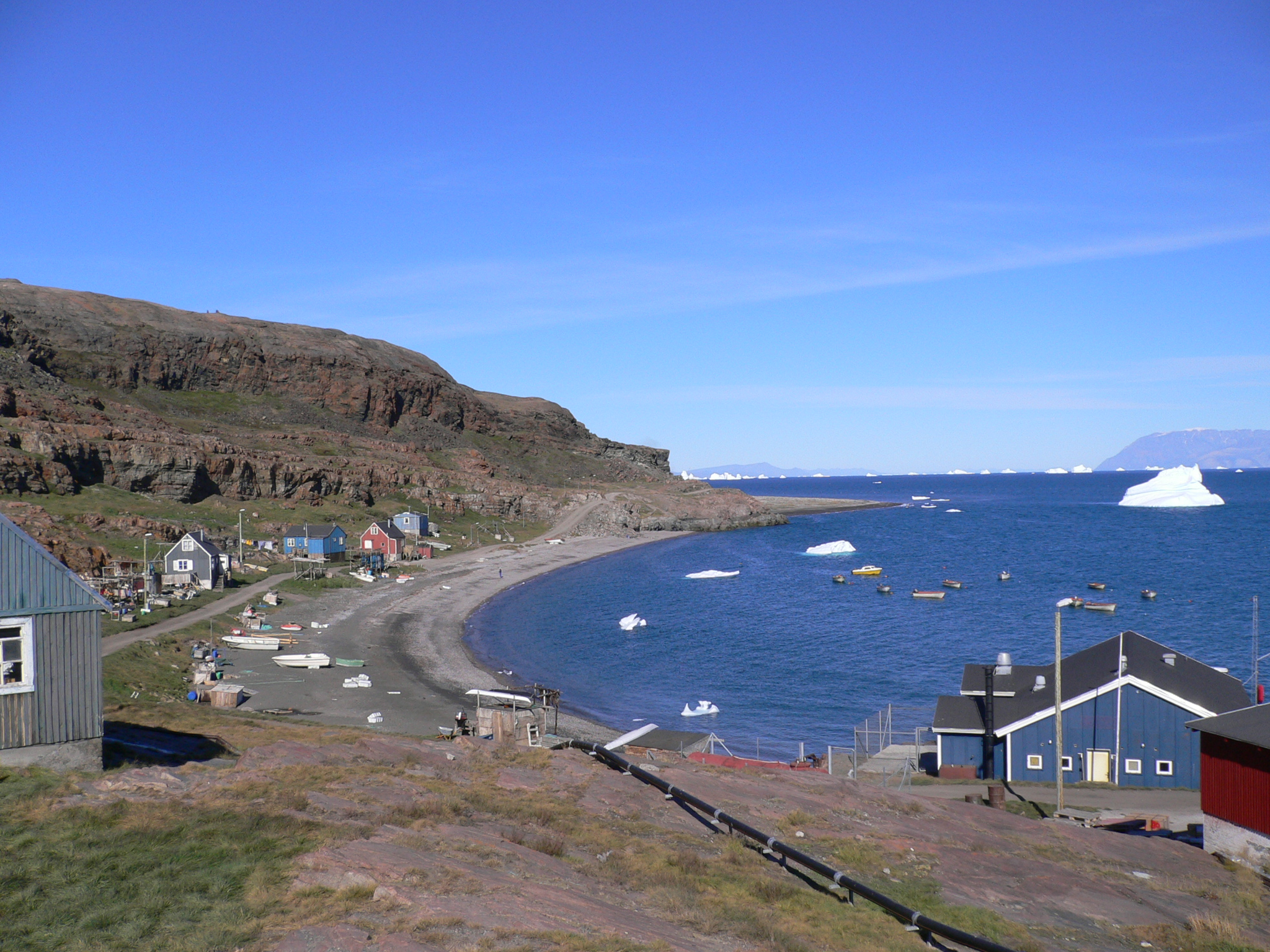
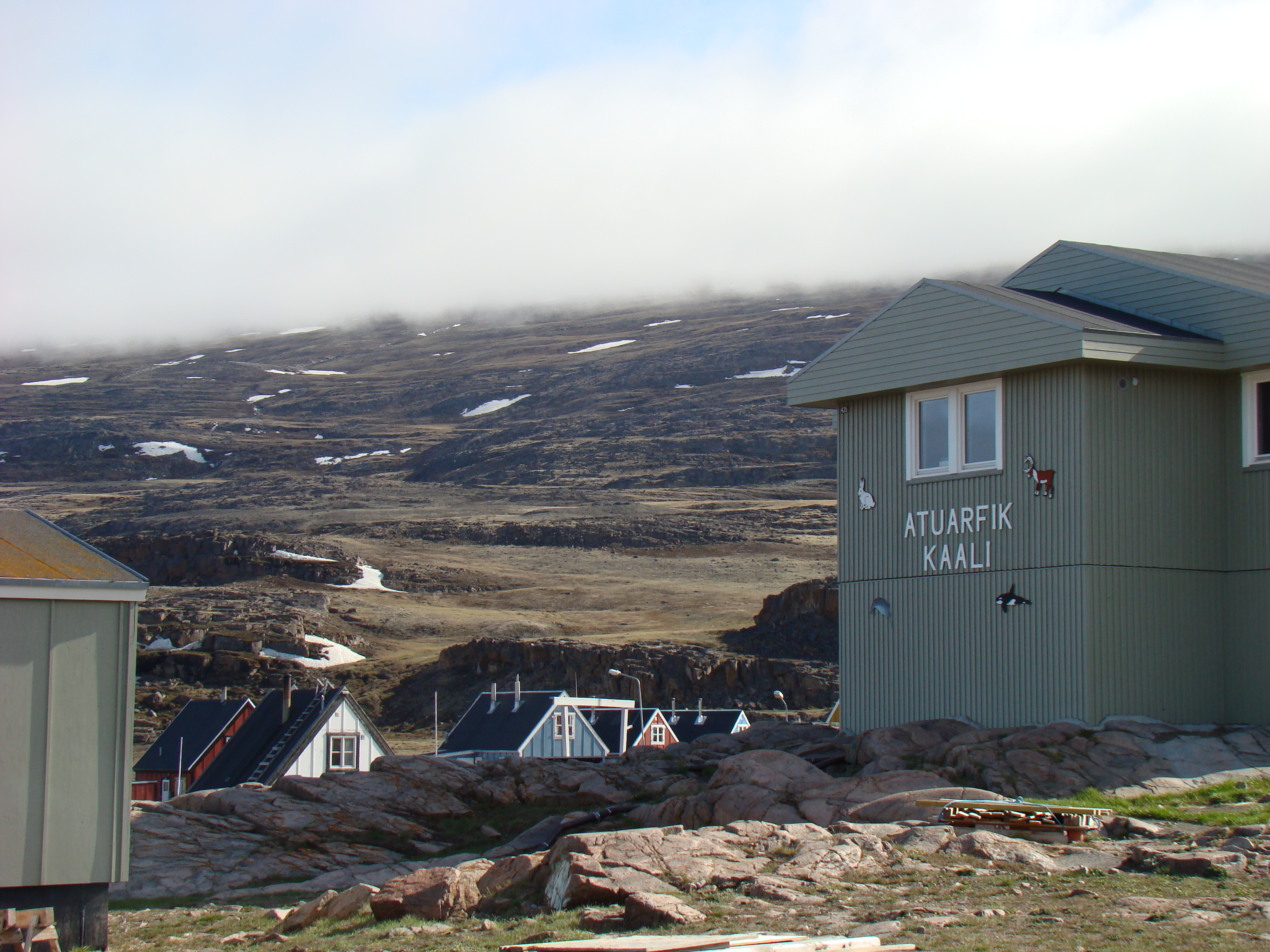
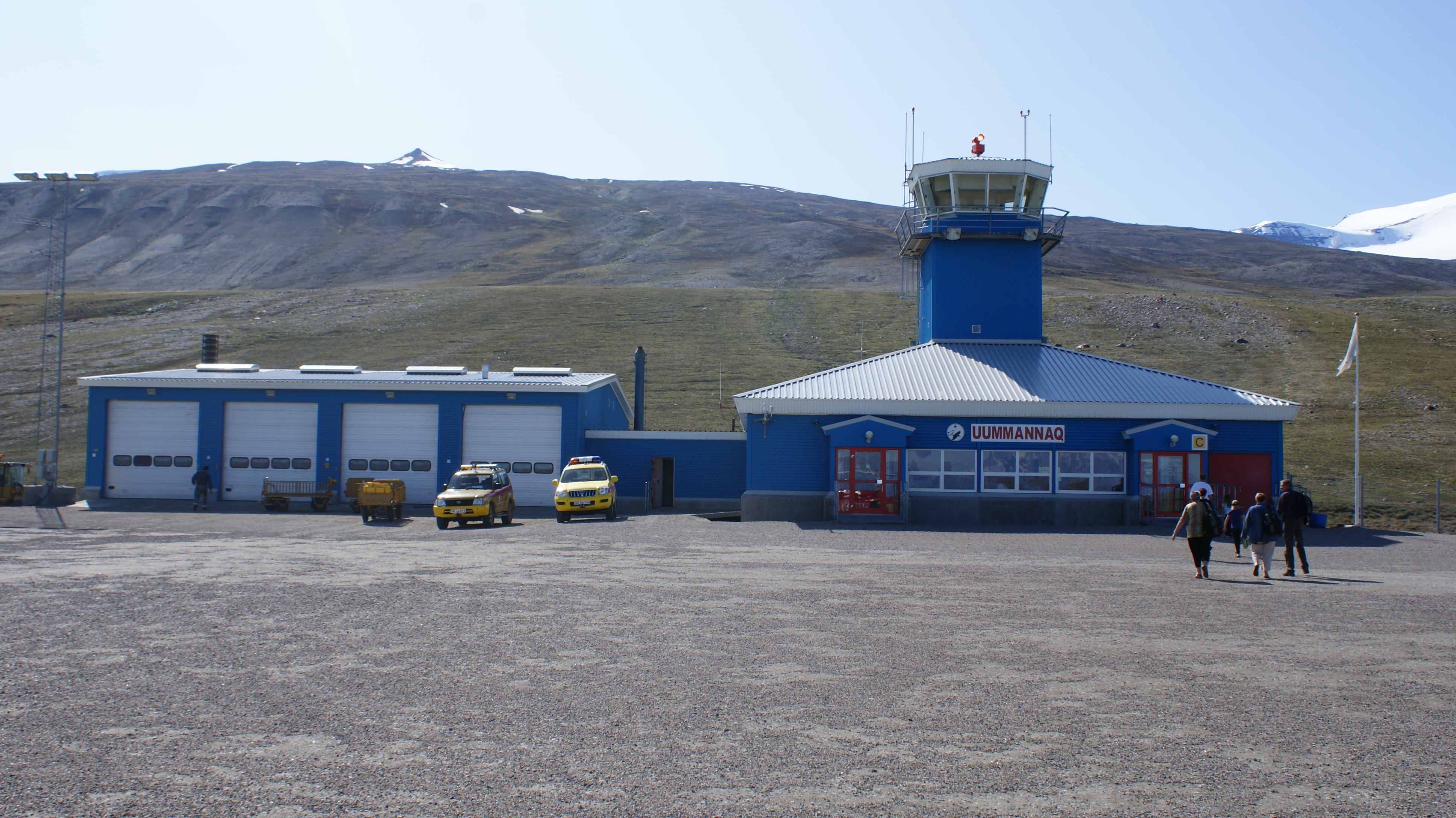